# برینتری جدید (ماساچوست)
برینتری جدید، ماساچوست
برینتری جدید (به انگلیسی: New Braintree) شهرکی در شهرستان ورچستر ایالت ماساچوست می‌باشد که در سال ۱۷۷۵ بنیان‌گذاری شده‌است. این شهرک در سرشماری سال ۲۰۱۰ میلادی، ۹۹۹ نفر جمعیت داشته‌است.